# Lena Börjeson

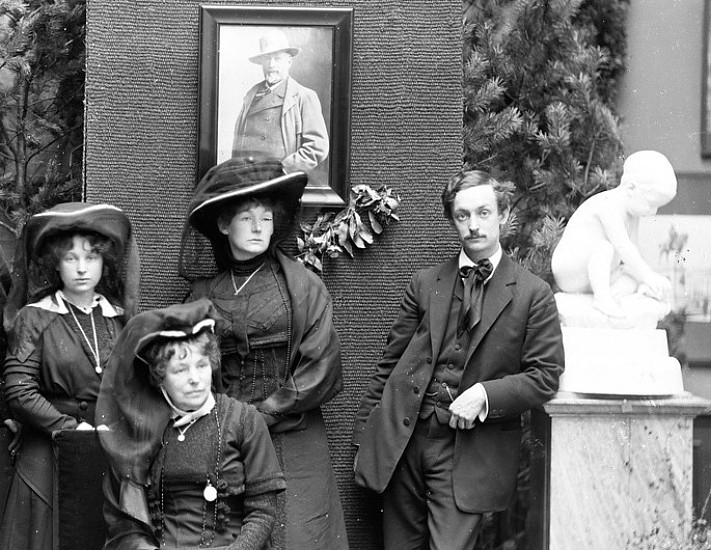
Lena Börjeson under ett fotografi visande fadern John Börjeson, till höger står hennes bror Gunnar Börjeson.

Helena (Lena) Börjeson, född 13 oktober 1879 i Köpenhamn i Danmark, död 14 april 1976 i Stockholm, var en svensk skulptör. 

## Biografi
Lena Börjeson var dotter till skulptören John Börjeson och syster till målaren Gunnar Börjeson och skulptören Börje Börjeson.
Hon utbildades av sin far i skulpturkonsten och följde med honom på konstresor till Italien 1905–1906. År 1916 flyttade hon till Paris och öppnade konstgalleriet Maison Watteau och blev föreståndare för konstskolan L'Académie Scandinave mellan 1918 eller 1919 och 1935. Efter återkomsten till Sverige grundade hon Lena Börjesons skulpturskola i Stockholm 1940. Verksamheten bedrevs i hennes lägenhet på Fjällgatan 34.
Börjeson finns representerad vid bland annat Nationalmuseum i Stockholm.